# 温拖镇
温拖乡，是中华人民共和国四川省甘孜藏族自治州德格县下辖的一个乡镇级行政单位。

## 行政区划
温拖乡下辖以下地区：
康郎村、地茶村、仁青里村、温拖村、仁古村、满金村和党批村。